# Arbeitsgemeinschaft der Verbraucherverbände
Die Arbeitsgemeinschaft der Verbraucherverbände e. V. (AgV) wurde am 30. April 1953 als „Verband der Verbände“ in der Bundesrepublik Deutschland gegründet. Ziel war die Bündelung der verbraucherpolitischen Arbeit zahlreicher Verbände und Steigerung der Bedeutung von Verbraucherpolitik an sich. Anlass gab die Überlegung, dass das geringe Bedürfnis von Konsumenten an unmittelbarer Mitgliedschaft den Einfluss von Verbraucherverbänden begrenzt, etwa im Vergleich zu beruflicher Interessenvertretung durch Gewerkschaften. Am 1. November 2000 ging die AgV auf im neugegründeten Verbraucherzentrale Bundesverband.

## Vorgeschichte
Bereits Mitte des 19. Jahrhunderts entstanden in Großbritannien, Deutschland und den Vereinigten Staaten die ersten Mietervereine und Konsumgenossenschaften, z. B. die bekannten bäuerlichen Genossenschaftshilfen von Friedrich Wilhelm Raiffeisen. In der Folge wächst durch Rechtsprechung und Gesetzgebung ein neuer Zweig der Rechtswesens heran. So wird 1906 in den USA als erstes wichtiges Verbraucherschutzgesetz der Food and Drug Act verabschiedet. In Deutschland tritt 1909 das neue Gesetz gegen den unlauteren Wettbewerb (UWG) in Kraft, 1923 wird das Mieterschutzgesetz verabschiedet. Während des Nationalsozialismus werden unabhängige Verbände und Organisationen gleichgeschaltet oder aufgelöst. Zugleich wird 1933 das Rabattgesetz verabschiedet.

## Gründung
Zum ersten Vorsitzenden wählte die neugegründete AgV 1953 den Vorsitzenden des Zentralverbandes deutscher Konsumgenossenschaften, Gustav Dahrendorf. Wenig später trat mit dem Deutschen Mieterbund einer der größten Einzelverbände der AgV bei. 1955 gründeten sich die ersten Landesarbeitsgemeinschaften. 1956 vertritt die AgV 19 Mitgliedsverbände, darunter neben dem schon genannten Mieterbund den Deutschen Frauenring und den Deutschen Hausfrauenbund.

## Aufbau
1961 führte die AgV für Waschmittel den ersten vergleichenden Warentest nach US-amerikanischem Vorbild durch. Dies fand die Unterstützung des damaligen Bundeswirtschaftsministers Ludwig Erhard, wurde durch die Wirtschaft aber intensiv juristisch bekämpft. Im Ergebnis beschloss die Bundesregierung 1964 die Errichtung eines Warentest-Instituts in Form einer Stiftung des privaten Rechts, der Stiftung Warentest. Diese brachte 1966 erstmals die Zeitschrift „Der Test“ heraus, heute bekannt unter test.
Schon im Jahr zuvor errang die AgV einen die weitere Arbeit entscheidend prägenden Erfolg: In einer Novelle des Gesetzes gegen den unlauteren Wettbewerb (UWG) wurde Verbraucherverbänden die Klagebefugnis zugestanden, die Unterlassung unlauteren Wettbewerbs gerichtlich zu erzwingen. Diese Aufgabe wurde 1966 dem von der AgV und den Verbraucherzentralen gegründeten Verbraucherschutzverein (VSV) mit Sitz in Berlin übertragen.
Inzwischen war es in allen Bundesländern einschließlich West-Berlin zur Gründung von Verbraucherzentralen gekommen, die sich bis 1971 alle als Mitglieder der AgV anschlossen. Parallel hierzu schlossen sich die Verbraucherverbände der EG-Staaten im Bureau Européen des Unions de Consommateurs (BEUC) zusammen, um in Brüssel Lobbyarbeit für den Verbraucherschutz zu betreiben. Die AgV war Gründungsmitglied.

## Etablierung
Nach der Wahl von Willy Brandt zum Bundeskanzler der neuen sozialliberalen Koalition 1969 legte 1971 eine Bundesregierung erstmals einen Bericht zur Verbraucherpolitik vor. 1972 wurde beim Bundeswirtschaftsministerium ein Verbraucherbeirat gegründet. Sprecher wurde der langjährige Präsident der AgV Otto Blume. In den Folgejahren gab es wichtige gesetzgeberische Weichenstellungen im deutschen Arznei- und Lebensmittelrecht, Kartellrecht sowie Verbraucherrecht. Parallel verabschiedete die EG-Kommission 1975, in Anlehnung an die schon von US-Präsident John F. Kennedy proklamierten „Grundrechte der Verbraucher“, eine europäische Charta mit fünf fundamentalen Rechten der Verbraucher.
1978 gründeten die Stiftung Warentest und die AgV gemeinsam die in Berlin ansässige Stiftung Verbraucherinstitut zur professionellen Erarbeitung von Konzepten und Material sowie Durchführung von Fortbildungen. Nach der Wahl von Helmut Kohl zum neuen Kanzler 1982 kam es außerhalb der nun etablierten Verbraucherverbände 1985 zur Gründung der alternativen Verbraucherinitiative sowie der neuen Zeitschrift Ökotest. 1991 wiederum brachte Stiftung Warentest ihre zweite wichtige Publikation neu heraus, die auf Finanzprodukte spezialisierte Zeitschrift „FINANZtest“, heute Finanztest.

## Reformierung
Die Umbrüche der Wende in der DDR und die Unerfahrenheit vieler Ostdeutscher wurden systematisch von Geschäftemachern und Betrügern ausgenutzt. Als Antwort hierauf wurden 1990 in einem großen Kraftakt und mit Unterstützung durch die Verbraucherverbände in den alten Bundesländern in allen Regionen der DDR Verbraucherzentralen gegründet. Die fünf Verbraucherzentralen in den neuen Bundesländern traten im Dezember 1990 der AgV bei.
Angestoßen durch die Absicht der Bundesregierung, die Finanzierung der Verbraucherzentralen allein den Ländern zu überlassen, führte seit 1992 eine Strukturdebatte zum Überdenken der Arbeitsteilung. Ziel der Bundesregierung war die Bündelung der Ressourcen und Erhöhung der Schlagkraft durch Schaffung eines neuen Dachverbandes für die Verbraucherzentralen der Länder anstelle aller drei alten Institutionen Verbraucherschutzverein, Stiftung Verbraucherinstitut und Arbeitsgemeinschaft der Verbraucherverbände e. V. (AgV). Der Reformprozess fand schließlich seinen Abschluss mit der Gründung der Verbraucherzentrale Bundesverband (vzbv) am 1. November 2000.